# Lissaspis areolata
Lissaspis areolata är en stekelart som beskrevs av Jussila 1998. Lissaspis areolata ingår i släktet Lissaspis och familjen brokparasitsteklar. Inga underarter finns listade i Catalogue of Life.